# Nutsspaarbank

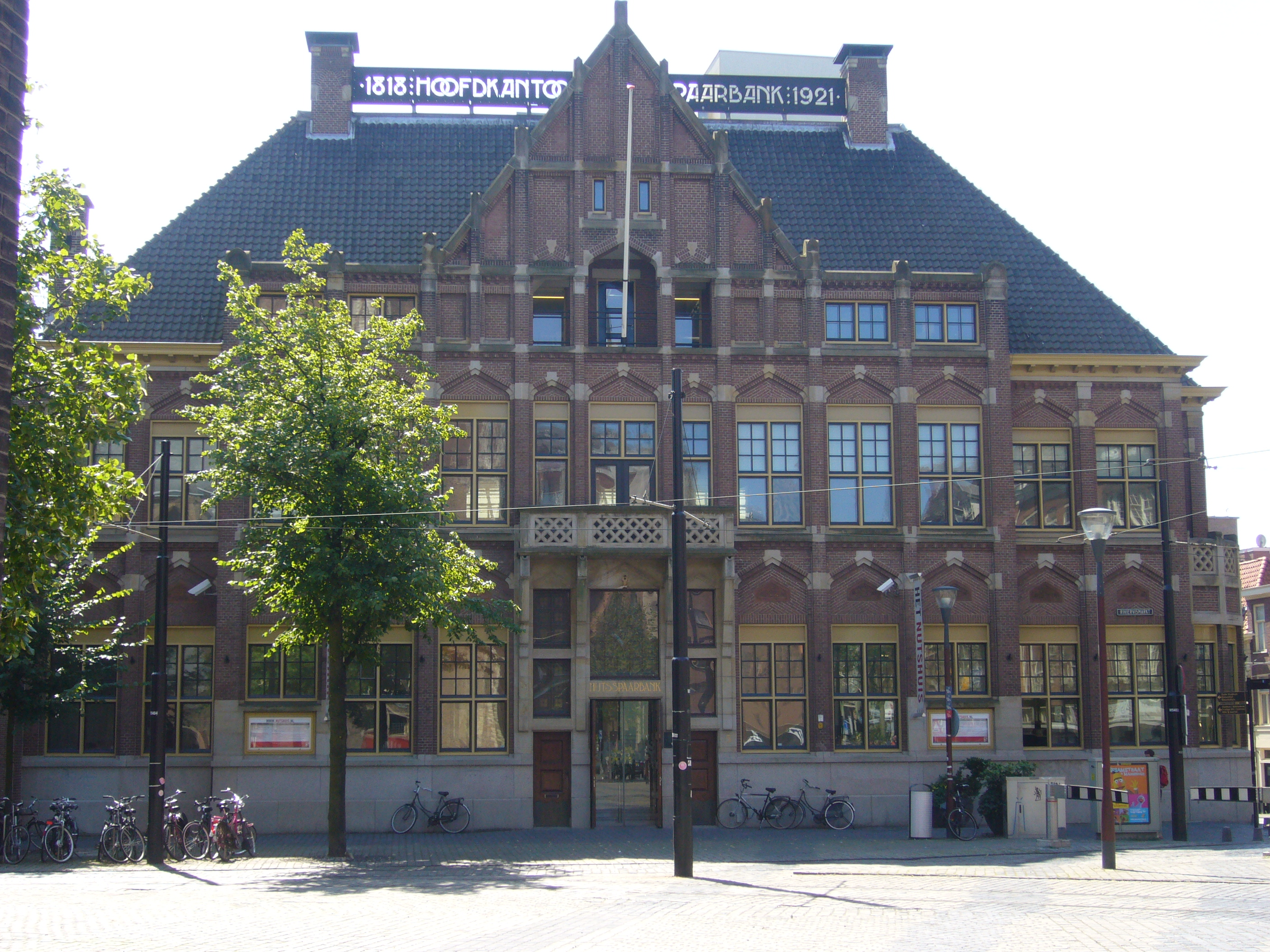
Hoofdkantoor Nutsspaarbank in Den Haag

Een nutsspaarbank was een spaarbank die was opgericht door een departement van de Maatschappij tot Nut van 't Algemeen. De grootste was de Nutsspaarbank 's-Gravenhage. Het hoofdkantoor was gevestigd aan de Riviervismarkt in Den Haag. De meeste nutsspaarbanken zijn opgegaan in de VSB Bank of in de SNS.
Nutsspaarbankgebouwen vallen vaak op door hun karakteristieke architectuur, die herkenbaar blijft als de gebouwen een andere functie gekregen hebben.
Kenmerkend voor een nutsspaarbank was de metalen spaarpot en het spaarbankboekje.